# روح‌گرایی
روح‌گرایی (انگلیسی: Spiritism) نظریه‌ای مبتنی بر ارواح گرایی است که در قرن نوزدهم توسط مربی فرانسوی ایپولیت لئون دنیزارد ریویل با نام مستعار آلن کاردک تدوین شد و سپس به نظریه ارواح کاردیست موسوم گشت. روح گرایی مطالعه «ماهیت، منشاء، و سرنوشت ارواح، و ارتباط آن‌ها با جهان مادی» است. روح‌گرایی به سرعت به کشورهای دیگر گسترش یافت به طوری که امروزه ۳۵ کشور جهان در شورای بین‌المللی روح‌گرایی عضویت دارند.

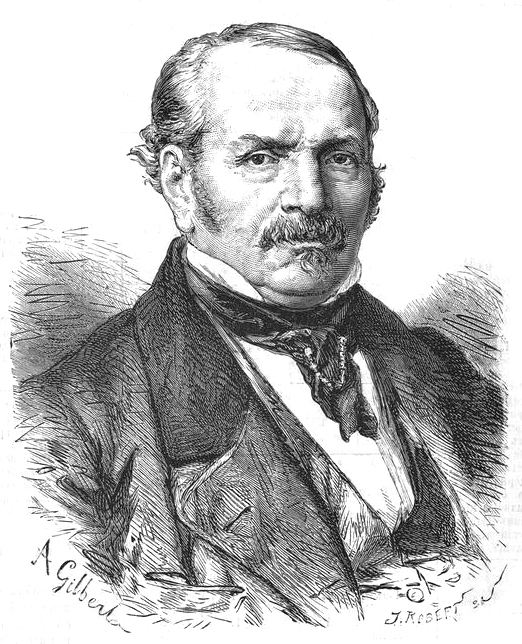
آلن کاردک

روح‌گرایان ادعا دارند که اساساً انسان روح جاودانی است که به‌طور موقت و شاید چندین بار ساکن بدن شده تا تعالی اخلاقی و فکری به دست آورد. روح‌گرایان همچنین ادعا می‌کنند که ارواح، از طریق واسطه‌های غیرفعال یا فعال، ممکن است در جهان مادی نفوذ خیرخواهانه یا بدخواهانه داشته باشند.
این اصطلاح نخستین بار در کتاب کاردک به نام کتاب ارواح، به منظور افتراق روح‌گرایی از ارواح‌گرایی استفاده شد.
تحت تأثیر روح‌گرایی یک جنبش اجتماعی برای ایجاد مراکز شفا، مؤسسات خیریه و بیمارستان‌ها برای میلیون‌ها نفر از مردم در ده‌ها کشور به ویژه در برزیل به وجود آمد. هم چنین روح گرایی در آیین جدید ویتنامی به نام کائودایی یا کائودایسم بسیار تأثیرگذار بود. آیینی که در ۱۹۲۶ پس از آن که سه واسطه مدعی شدند پیام‌هایی دریافت کرده‌اند مبنی بر این که آلن کاردک پیامبر یک دین جهانی نوین است، به وجود آمد. پس از سال ۱۹۷۵ و با مخالفت دولت ویتنام کائودایسم تقریباً از میان رفت، اما در حال حاضر دوباره به صحنهٔ عمومی بازگشته و کائودایست‌ها با بازدید از مرکز روح‌گرایان در لیون به برقراری مجدد تماس با میراث فرانسوی روح‌گرایان مبادرت کرده‌اند. در حال حاضر در حدود چهار میلیون کائودایست در ویتنام و در میان مهاجران ویتنامی وجود دارد، به طوری که آن‌ها را به بزرگ‌ترین گروه روح‌گرایان در آسیا تبدیل نموده‌است.